# Estrecho de Nazareth
El estrecho de Nazareth es el nombre que se le da a una sección del río Amazonas, al sur del Trapecio amazónico, que está en la frontera entre Colombia y Perú.
El estrecho toma su nombre del poblado homónimo que se encuentra del lado colombiano, el estrecho funciona como un canal fluvial que separa a ambos países, entre las islas Corea al oeste y el trifinio de las tres Fronteras al este.

## Descripción
En las cercanías del estrecho de Nazareth existen islotes e islas repartidas por Colombia y Perú respectivamente, aunque de acuerdo a la posición colombiana, algunas surgidas luego de la rectificación del tratado Salomón-Lozano y el fin de las hostilidades de la guerra colombo-peruana en 1933, varias de esas, como la isla Santa Rosa, su soberanía es cuestionada por medios y fuentes colombianas, y si bien no existe reclamación u opinión alguna por parte de algún alto representante de uno de los dos Estados, ese status quo duró hasta medianos de 2024, año en el que la posición que maneja cada país sobre Santa Rosa se hizo más palpable.
Nazareth también es considerado uno de los lugares para la construcción de un nuevo puerto para Leticia, capital de Amazonas, debido a que por la sedimentación y el impacto del cambio climático el río Amazonas progresivamente cambiará su curso,  alejándose de Leticia, convirtiendo a Nazareth, a 200 metros de la ciudad, en uno de los lugares más factibles para el intercambio comercial y la defensa de los intereses nacionales de Bogotá.
En 2013, la Armada Nacional de Colombia expuso la necesidad de dragar el estrecho para volverlo el nuevo puerto de la ciudad y pidió al Ministerio de Transporte y al Ministerio de Relaciones Exteriores que se de inicio a dicho proyecto, esta última entidad respondió a la institución castrense que se necesita la colaboración y el visto bueno del Gobierno del Perú para ese tipo de cambios como el dragado de la parte fronteriza del río.

### Islas del estrecho
Algunas islas de relevancia del estrecho son:
- La Fantasía de Colombia.
- Ronda de Colombia.
- Chinería de Perú.
- Santa Rosa de Perú, Colombia mantiene una posición ambigua con respecto a la soberanía, aunque de facto la reconoce como bajo administración peruana.[2][1][3]